# Státní bankrot
Státní bankrot čili platební neschopnost (insolvence) státu znamená, že stát nesplatí nějaký závazek včas, anebo vyhlášení vlády, že nebude (zcela nebo částečně) své závazky splácet. Nesplácení státního dluhu je selháním státu (angl. sovereign default), kdy suverénní stát nesplácí své závazky, u kterých již nastalo datum splatnosti. Od klasického úpadku (bankrotu) se však značně liší.

## Příčiny
Státní bankrot může nastat ze tří příčin:
1. Předlužení jako důsledek kumulace rozpočtových schodků, pokud stát dlouhodobě vydává víc než činí jeho příjmy. Tyto schodky se kryjí dalšími úvěry, za něž je třeba platit úroky a pojistné prémie (credit default swap), které se při rostoucím zadlužení státu přiměřeně zvyšují.
2. Změna režimu nebo prohraná válka, kdy nová vláda odmítá uznat závazky předchozí vlády. Tak tomu bylo například po roce 1815 ve Francii nebo po roce 1917 v Rusku.
3. Rozpad státu, často také po prohrané válce.

## Důsledky
Státní bankrot postihuje věřitele státu, jeho hospodářství i občany. Věřitelé se obvykle musí spokojit se ztrátou všech nebo části půjčených peněz. Například po argentinské krizi v letech 1999–2002 přišli věřitelé až o 75 % půjčených prostředků. Při bankrotu v Ekvádoru v lednu 2009 byly závazky vydraženy za 31 % nominální hodnoty. Stát ztrácí bankrotem důvěru a není pak schopen – alespoň dočasně – získat normální úvěr (například prodat své dluhopisy). Musí se obrátit na Světovou banku, Mezinárodní měnový fond (MMF) a podobně, kteří mu ovšem úvěr poskytnou jen za velmi nepříjemných podmínek rozpočtové kázně (například snížení platů a důchodů, případně jiných výdajů). Proto se současné státy často snaží vyjednávat s MMF ještě před vlastním bankrotem, aby si vyjednaly lepší podmínky (v posledních letech například Lotyšsko, Litva, Maďarsko, Řecko). Občané ztrácejí devalvací nebo reformou měny značnou část svých úspor a v důsledku státního bankrotu dochází obvykle i k bankovním, ekonomickým a měnovým krizím, k růstu nezaměstnanosti a podobně.

## Příklady
Ke státním bankrotům docházelo v novověké historii už dříve, neměly však takové mezinárodní důsledky. Španělsko vyhlásilo státní bankrot za vlády krále Filipa II. celkem třikrát (1557–1596). Po napoleonských válkách bylo insolventní například Rakouské císařství (1811) a Dánsko (1813). Roku 1918 odmítlo Sovětské Rusko splácet dluhy carského Ruska. Německo postihl státní bankrot roku 1923 a 1948, což se řešilo reformou měny, která se považuje za počátek německého hospodářského zázraku. V nedávné době bylo insolventní například Rusko 1998, Argentina 2002 nebo Island 2008.
V roce 2011 se uvažovalo o bankrotu, který hrozil několika státům EU (Řecku, Itálii nebo Španělsku), jejichž státní zadlužení bylo neúnosné, důvěra investorů značně klesla a dosavadní reformy se zdály nedostatečné. Po složitých jednáních a zásahu ECB a MMF se však podařilo bankrotu předejít a přes trvající potíže se obavy z bankrotu nepotvrdily. Dlouhodobé úrokové sazby se v roce 2014 vrátily zhruba na úroveň před krizí, ale po vítězství extrémní levice ve volbách v lednu 2015 vláda odmítla návrhy věřitelů a pokračovala v zadlužování země, takže v červenci 2015 Řecko de facto zbankrotovalo.
Následující tabulka zobrazuje země s více než jedním případem nesplácení státního dluhu v období od roku 1976:
| Země                  | Počet případů | Průměrný počet let | Krizové epizody                    |
| --------------------- | ------------- | ------------------ | ---------------------------------- |
| Argentina             | 3             | 5,0                | 1982–94, 1995–96, 2001–            |
| Bolívie               | 2             | 6,5                | 1980–85, 1986–94                   |
| Brazílie              | 3             | 5,3                | 1983–95, 1998–00, 2001–            |
| Ekvádor               | 2             | 8,0                | 1982–96, 1999–01                   |
| Indonésie             | 2             | 2,5                | 1997–01, 2002–                     |
| Jamajka               | 3             | 4,7                | 1978–80, 1981–86, 1987–94          |
| Jihoafrická republika | 4             | 1,8                | 1976–78, 1985–88, 1989–90, 1993–94 |
| Jižní Korea           | 2             | 2,0                | 1980–82, 1997–99                   |
| Mexiko                | 2             | 5,0                | 1982–91, 1995–96                   |
| Maroko                | 2             | 3,0                | 1983–84, 1986–91                   |
| Peru                  | 3             | 6,3                | 1976–77, 1978–81, 1983–98          |
| Thajsko               | 2             | 1,0                | 1981–82, 1997–98                   |
| Turecko               | 2             | 3,5                | 1978–83, 2000–02                   |
| Uruguay               | 2             | 2,0                | 1983–86, 1987–88, 1990–92          |
| Venezuela             | 3             | 3,3                | 1983–89, 1990–91,1995–98           |